# Elecciones provinciales de Córdoba de 1931
Las elecciones generales de la provincia de Córdoba de 1931 tuvieron lugar el 8 de noviembre del mencionado año con el objetivo de elegir al Gobernador, a los 36 miembros de la Cámara de Diputados y a los 29 miembros del Senado Provincial para el período 1932-1936. Fueron las primeras elecciones bajo el régimen fraudulento de la Década Infame, iniciado con el primer golpe de Estado en Argentina, en 1930, por lo que los comicios no fueron considerados limpios. Ante esta situación, el partido oficialista antes del golpe, la Unión Cívica Radical (UCR), que había proclamado la fórmula Gregorio N. Martínez - Ernesto S. Peña para la gobernación de Córdoba, resolvió boicotear las elecciones. De este modo, Emilio F. Olmos, candidato del conservador Partido Demócrata Nacional, accedió a la gobernación cordobesa con casi el 75% de los votos contra Gregorio Bermann, candidato del Partido Socialista.
En el plano legislativo, el Partido Demócrata obtuvo una aplastante victoria con una mayoría absoluta de más de dos tercios en ambas cámaras de la Legislatura Provincial. En la Cámara de Diputados obtuvo 24 bancas contra 7 del Partido Socialista, 3 de la UCR Antipersonalista y 2 de la Unión Nacional Agraria (UNA). En el Senado Provincial, fueron elegidos 28 senadores demócratas con Arturo Orgaz, del Partido Socialista, como único representante de la oposición.

## Resultados

### Gobernador y Vicegobernador, Cámara de Diputados, y Cámara de Senadores
| Fórmula          | Fórmula               | Partido       | Partido                                       | Votos   | %     | Diputados | Senadores |
| Gobernador       | Vicegobernador        | Partido       | Partido                                       | Votos   | %     | Diputados | Senadores |
| ---------------- | --------------------- | ------------- | --------------------------------------------- | ------- | ----- | --------- | --------- |
| Emilio F. Olmos  | Pedro José Frías      |               | Partido Demócrata Nacional (PDN)              | 92.077  | 74,65 | 24/36     | 28/29     |
| Gregorio Bermann | Juan Pressaco         |               | Partido Socialista (PS)                       | 19.401  | 15,73 | 7/36      | 1/29      |
| Rosendo Hermelo  | Sebastián R. Figueroa |               | Unión Cívica Radical Antipersonalista (UCR-A) | 7.304   | 5,92  | 3/36      |           |
| Remo Copello     | Humberto Russo        |               | Unión Nacional Agraria (UNA)                  | 4.568   | 3,70  | 2/36      |           |
|                  |                       |               |                                               |         |       |           |           |
| Votos válidos    | Votos válidos         | Votos válidos | Votos válidos                                 | 123.350 | 100   |           |           |
| Fuente:          |                       |               |                                               |         |       |           |           |

### Diputados electos
- Partido Demócrata Nacional (24):
  - Nicolás Berrotarán
  - Horacio A. Blanco
  - Octavio Capdevila
  - Leonidas Carranza
  - Clodomiro E. Carranza
  - Esteban Carena
  - Raúl Cuestas Garzón
  - Raúl Dobric
  - Pedro Echarte
  - José Antonio Mercado
  - Salvador Moyano Escalera
  - Tomás E. Ojea
  - Tomás F. O'Neill
  - Manuel Luis de Palacios
  - Daniel Pasqualis
  - Emilio Peña
  - Juan E. Quevedo Gatica
  - Amado J. Roldán
  - Francisco Rueda
  - Martino Sanmartino
  - Jorge A. Sola
  - Eudoro Vázquez Cuestas
  - Gustavo Vernet
  - Emilio J. Villoz
- Partido Socialista (7):
  - Juan Cirulli
  - José Guevara
  - Miguel J. Ávila
  - Juan P. Corzo
  - Francisco Mulet
  - Argentino Gallegos
  - Luis Stegagnini
- Unión Cívica Radical Antipersonalista (3):
  - Argentino Allende
  - Tomás F. Varsi
  - Ernesto Ceballos César
- Unión Nacional Agraria (2):
  - Remo M. Copello
  - Germán Muller

### Resultados por departamentos
| Calamuchita 1 Senador    | Calamuchita 1 Senador                 | Calamuchita 1 Senador | Calamuchita 1 Senador | Calamuchita 1 Senador | Calamuchita 1 Senador                     |
| Partido                  | Partido                               | Votos                 | %                     | Bancas                | Senador electo                            |
| ------------------------ | ------------------------------------- | --------------------- | --------------------- | --------------------- | ----------------------------------------- |
|                          | Partido Demócrata Nacional            | 1.448                 | 84,63                 | 1/1                   | - Julio Astrada                           |
|                          | Unión Cívica Radical Antipersonalista | 125                   | 7,31                  |                       |                                           |
|                          | Unión Nacional Agraria                | 123                   | 7,19                  |                       |                                           |
|                          | Partido Socialista                    | 15                    | 0,88                  |                       |                                           |
|                          |                                       |                       |                       |                       |                                           |
| Votos válidos            | Votos válidos                         | 1.711                 | 100                   |                       |                                           |
| Capital 3 Senadores      |                                       |                       |                       |                       |                                           |
| Partido                  | Partido                               | Votos                 | %                     | Bancas                | Senador electo                            |
|                          | Partido Demócrata Nacional            | 17.595                | 73,86                 | 2/3                   | - Abel Granillo Barros - Laureano Pizarro |
|                          | Partido Socialista                    | 4.585                 | 19,25                 | 1/3                   | - Arturo Orgaz                            |
|                          | Unión Cívica Radical Antipersonalista | 1.454                 | 6,10                  |                       |                                           |
|                          | Unión Nacional Agraria                | 187                   | 0,79                  |                       |                                           |
|                          |                                       |                       |                       |                       |                                           |
| Votos válidos            | Votos válidos                         | 23.821                | 100                   |                       |                                           |
| Colón 1 Senador          |                                       |                       |                       |                       |                                           |
| Partido                  | Partido                               | Votos                 | %                     | Bancas                | Senador electo                            |
|                          | Partido Demócrata Nacional            | 2.987                 | 82,88                 | 1/1                   | - Efraín Cisneros Malbrán                 |
|                          | Partido Socialista                    | 427                   | 11,85                 |                       |                                           |
|                          | Unión Cívica Radical Antipersonalista | 166                   | 4,61                  |                       |                                           |
|                          | Unión Nacional Agraria                | 24                    | 0,67                  |                       |                                           |
|                          |                                       |                       |                       |                       |                                           |
| Votos válidos            | Votos válidos                         | 3.604                 | 100                   |                       |                                           |
| Cruz del Eje 1 Senador   |                                       |                       |                       |                       |                                           |
| Partido                  | Partido                               | Votos                 | %                     | Bancas                | Senador electo                            |
|                          | Partido Demócrata Nacional            | 4.151                 | 88,87                 | 1/1                   | - Fidel Torres                            |
|                          | Partido Socialista                    | 315                   | 6,74                  |                       |                                           |
|                          | Unión Cívica Radical Antipersonalista | 192                   | 4,11                  |                       |                                           |
|                          | Unión Nacional Agraria                | 13                    | 0,28                  |                       |                                           |
|                          |                                       |                       |                       |                       |                                           |
| Votos válidos            | Votos válidos                         | 4.671                 | 100                   |                       |                                           |
| General Roca 1 Senador   |                                       |                       |                       |                       |                                           |
| Partido                  | Partido                               | Votos                 | %                     | Bancas                | Senador electo                            |
|                          | Partido Demócrata Nacional            | 2.640                 | 70,27                 | 1/1                   | - Néstor F. Cano                          |
|                          | Partido Socialista                    | 958                   | 25,50                 |                       |                                           |
|                          | Unión Cívica Radical Antipersonalista | 85                    | 2,26                  |                       |                                           |
|                          | Unión Nacional Agraria                | 74                    | 1,97                  |                       |                                           |
|                          |                                       |                       |                       |                       |                                           |
| Votos válidos            | Votos válidos                         | 3.757                 | 100                   |                       |                                           |
| Ischilín 1 Senador       |                                       |                       |                       |                       |                                           |
| Partido                  | Partido                               | Votos                 | %                     | Bancas                | Senador electo                            |
|                          | Partido Demócrata Nacional            | 2.360                 | 78,46                 | 1/1                   | - Marcelino Castillo                      |
|                          | Partido Socialista                    | 340                   | 11,30                 |                       |                                           |
|                          | Unión Cívica Radical Antipersonalista | 294                   | 9,77                  |                       |                                           |
|                          | Unión Nacional Agraria                | 14                    | 0,47                  |                       |                                           |
|                          |                                       |                       |                       |                       |                                           |
| Votos válidos            | Votos válidos                         | 3.008                 | 100                   |                       |                                           |
| Juárez Celman 1 Senador  |                                       |                       |                       |                       |                                           |
| Partido                  | Partido                               | Votos                 | %                     | Bancas                | Senador electo                            |
|                          | Partido Demócrata Nacional            | 3.918                 | 64,18                 | 1/1                   | - Alfredo S. Miles                        |
|                          | Partido Socialista                    | 1.666                 | 27,29                 |                       |                                           |
|                          | Unión Nacional Agraria                | 334                   | 5,47                  |                       |                                           |
|                          | Unión Cívica Radical Antipersonalista | 187                   | 3,06                  |                       |                                           |
|                          |                                       |                       |                       |                       |                                           |
| Votos válidos            | Votos válidos                         | 6.105                 | 100                   |                       |                                           |
| Marcos Juárez 1 Senador  |                                       |                       |                       |                       |                                           |
| Partido                  | Partido                               | Votos                 | %                     | Bancas                | Senador electo                            |
|                          | Partido Demócrata Nacional            | 4.397                 | 60,18                 | 1/1                   | - José Mérica                             |
|                          | Partido Socialista                    | 1.656                 | 22,66                 |                       |                                           |
|                          | Unión Cívica Radical Antipersonalista | 802                   | 10,98                 |                       |                                           |
|                          | Unión Nacional Agraria                | 452                   | 6,19                  |                       |                                           |
|                          |                                       |                       |                       |                       |                                           |
| Votos válidos            | Votos válidos                         | 7.307                 | 100                   |                       |                                           |
| Minas 1 Senador          |                                       |                       |                       |                       |                                           |
| Partido                  | Partido                               | Votos                 | %                     | Bancas                | Senador electo                            |
|                          | Partido Demócrata Nacional            | 1.023                 | 97,34                 | 1/1                   | - Telésforo Ubios                         |
|                          | Unión Cívica Radical Antipersonalista | 26                    | 2,47                  |                       |                                           |
|                          | Partido Socialista                    | 2                     | 0,19                  |                       |                                           |
|                          |                                       |                       |                       |                       |                                           |
| Votos válidos            | Votos válidos                         | 1.051                 | 100                   |                       |                                           |
| Pocho 1 Senador          |                                       |                       |                       |                       |                                           |
| Partido                  | Partido                               | Votos                 | %                     | Bancas                | Senador electo                            |
|                          | Partido Demócrata Nacional            | 890                   | 94,58                 | 1/1                   | - Alberto Castro                          |
|                          | Unión Cívica Radical Antipersonalista | 49                    | 5,21                  |                       |                                           |
|                          | Partido Socialista                    | 1                     | 0,11                  |                       |                                           |
|                          | Unión Nacional Agraria                | 1                     | 0,11                  |                       |                                           |
|                          |                                       |                       |                       |                       |                                           |
| Votos válidos            | Votos válidos                         | 941                   | 100                   |                       |                                           |
| Punilla 1 Senador        |                                       |                       |                       |                       |                                           |
| Partido                  | Partido                               | Votos                 | %                     | Bancas                | Senador electo                            |
|                          | Partido Demócrata Nacional            | 2.387                 | 78,39                 | 1/1                   | - Ovidio Marcuzzi                         |
|                          | Partido Socialista                    | 563                   | 18,49                 |                       |                                           |
|                          | Unión Cívica Radical Antipersonalista | 83                    | 2,73                  |                       |                                           |
|                          | Unión Nacional Agraria                | 12                    | 0,39                  |                       |                                           |
|                          |                                       |                       |                       |                       |                                           |
| Votos válidos            | Votos válidos                         | 3.045                 | 100                   |                       |                                           |
| Río Cuarto 2 Senadores   |                                       |                       |                       |                       |                                           |
| Partido                  | Partido                               | Votos                 | %                     | Bancas                | Senador electo                            |
|                          | Partido Demócrata Nacional            | 5.827                 | 61,20                 | 2/2                   | - Juan C. Videla - Raúl F. Pueyrredón     |
|                          | Partido Socialista                    | 2.500                 | 26,25                 |                       |                                           |
|                          | Unión Cívica Radical Antipersonalista | 601                   | 6,31                  |                       |                                           |
|                          | Unión Nacional Agraria                | 594                   | 6,24                  |                       |                                           |
|                          |                                       |                       |                       |                       |                                           |
| Votos válidos            | Votos válidos                         | 9.522                 | 100                   |                       |                                           |
| Río Primero 1 Senador    |                                       |                       |                       |                       |                                           |
| Partido                  | Partido                               | Votos                 | %                     | Bancas                | Senador electo                            |
|                          | Partido Demócrata Nacional            | 4.377                 | 92,62                 | 1/1                   | - Cirilo Carranza                         |
|                          | Unión Cívica Radical Antipersonalista | 188                   | 3,98                  |                       |                                           |
|                          | Partido Socialista                    | 98                    | 2,07                  |                       |                                           |
|                          | Unión Nacional Agraria                | 63                    | 1,33                  |                       |                                           |
|                          |                                       |                       |                       |                       |                                           |
| Votos válidos            | Votos válidos                         | 4.726                 | 100                   |                       |                                           |
| Río Seco 1 Senador       |                                       |                       |                       |                       |                                           |
| Partido                  | Partido                               | Votos                 | %                     | Bancas                | Senador electo                            |
|                          | Partido Demócrata Nacional            | 824                   | 98,21                 | 1/1                   | - Luis M. Allende                         |
|                          | Unión Cívica Radical Antipersonalista | 15                    | 1,79                  |                       |                                           |
|                          |                                       |                       |                       |                       |                                           |
| Votos válidos            | Votos válidos                         | 839                   | 100                   |                       |                                           |
| Río Segundo 1 Senador    |                                       |                       |                       |                       |                                           |
| Partido                  | Partido                               | Votos                 | %                     | Bancas                | Senador electo                            |
|                          | Partido Demócrata Nacional            | 3.896                 | 82,25                 | 1/1                   | - Martín Álvarez                          |
|                          | Partido Socialista                    | 306                   | 6,46                  |                       |                                           |
|                          | Unión Nacional Agraria                | 276                   | 5,83                  |                       |                                           |
|                          | Unión Cívica Radical Antipersonalista | 259                   | 5,47                  |                       |                                           |
|                          |                                       |                       |                       |                       |                                           |
| Votos válidos            | Votos válidos                         | 4.737                 | 100                   |                       |                                           |
| San Alberto 1 Senador    |                                       |                       |                       |                       |                                           |
| Partido                  | Partido                               | Votos                 | %                     | Bancas                | Senador electo                            |
|                          | Partido Demócrata Nacional            | 2.410                 | 98,01                 | 1/1                   | - Julio Torres                            |
|                          | Unión Cívica Radical Antipersonalista | 39                    | 1,59                  |                       |                                           |
|                          | Partido Socialista                    | 9                     | 0,37                  |                       |                                           |
|                          | Unión Nacional Agraria                | 1                     | 0,04                  |                       |                                           |
|                          |                                       |                       |                       |                       |                                           |
| Votos válidos            | Votos válidos                         | 2.459                 | 100                   |                       |                                           |
| San Javier 1 Senador     |                                       |                       |                       |                       |                                           |
| Partido                  | Partido                               | Votos                 | %                     | Bancas                | Senador electo                            |
|                          | Partido Demócrata Nacional            | 2.748                 | 87,96                 | 1/1                   | - Pastor Carranza                         |
|                          | Partido Socialista                    | 196                   | 6,27                  |                       |                                           |
|                          | Unión Cívica Radical Antipersonalista | 172                   | 5,51                  |                       |                                           |
|                          | Unión Nacional Agraria                | 8                     | 0,26                  |                       |                                           |
|                          |                                       |                       |                       |                       |                                           |
| Votos válidos            | Votos válidos                         | 3.124                 | 100                   |                       |                                           |
| San Justo 2 Senadores    |                                       |                       |                       |                       |                                           |
| Partido                  | Partido                               | Votos                 | %                     | Bancas                | Senador electo                            |
|                          | Partido Demócrata Nacional            | 8.886                 | 69,48                 | 2/2                   | - José Basso - Ezio J. Bellone            |
|                          | Partido Socialista                    | 1.666                 | 13,03                 |                       |                                           |
|                          | Unión Cívica Radical Antipersonalista | 1.401                 | 10,95                 |                       |                                           |
|                          | Unión Nacional Agraria                | 836                   | 6,54                  |                       |                                           |
|                          |                                       |                       |                       |                       |                                           |
| Votos válidos            | Votos válidos                         | 12.789                | 100                   |                       |                                           |
| Santa María 1 Senador    |                                       |                       |                       |                       |                                           |
| Partido                  | Partido                               | Votos                 | %                     | Bancas                | Senador electo                            |
|                          | Partido Demócrata Nacional            | 2.653                 | 92,67                 | 1/1                   | - Rodolfo S. Bustos                       |
|                          | Partido Socialista                    | 151                   | 5,27                  |                       |                                           |
|                          | Unión Cívica Radical Antipersonalista | 30                    | 1,05                  |                       |                                           |
|                          | Unión Nacional Agraria                | 29                    | 1,01                  |                       |                                           |
|                          |                                       |                       |                       |                       |                                           |
| Votos válidos            | Votos válidos                         | 2.863                 | 100                   |                       |                                           |
| Sobremonte 1 Senador     |                                       |                       |                       |                       |                                           |
| Partido                  | Partido                               | Votos                 | %                     | Bancas                | Senador electo                            |
|                          | Partido Demócrata Nacional            | 603                   | 93,20                 | 1/1                   | - Justo R. Loza                           |
|                          | Unión Cívica Radical Antipersonalista | 32                    | 4,95                  |                       |                                           |
|                          | Partido Socialista                    | 10                    | 1,55                  |                       |                                           |
|                          | Unión Nacional Agraria                | 2                     | 0,31                  |                       |                                           |
|                          |                                       |                       |                       |                       |                                           |
| Votos válidos            | Votos válidos                         | 647                   | 100                   |                       |                                           |
| Tercero Abajo 1 Senador  |                                       |                       |                       |                       |                                           |
| Partido                  | Partido                               | Votos                 | %                     | Bancas                | Senador electo                            |
|                          | Partido Demócrata Nacional            | 3.620                 | 63,81                 | 1/1                   | - Luis E. Orellano                        |
|                          | Partido Socialista                    | 1.353                 | 23,85                 |                       |                                           |
|                          | Unión Cívica Radical Antipersonalista | 437                   | 7,70                  |                       |                                           |
|                          | Unión Nacional Agraria                | 263                   | 4,64                  |                       |                                           |
|                          |                                       |                       |                       |                       |                                           |
| Votos válidos            | Votos válidos                         | 5.673                 | 100                   |                       |                                           |
| Tercero Arriba 1 Senador |                                       |                       |                       |                       |                                           |
| Partido                  | Partido                               | Votos                 | %                     | Bancas                | Senador electo                            |
|                          | Partido Demócrata Nacional            | 3.632                 | 69,73                 | 1/1                   | - Francisco A. Roca                       |
|                          | Partido Socialista                    | 707                   | 13,57                 |                       |                                           |
|                          | Unión Nacional Agraria                | 531                   | 10,19                 |                       |                                           |
|                          | Unión Cívica Radical Antipersonalista | 339                   | 6,51                  |                       |                                           |
|                          |                                       |                       |                       |                       |                                           |
| Votos válidos            | Votos válidos                         | 5.209                 | 100                   |                       |                                           |
| Totoral 1 Senador        |                                       |                       |                       |                       |                                           |
| Partido                  | Partido                               | Votos                 | %                     | Bancas                | Senador electo                            |
|                          | Partido Demócrata Nacional            | 1.870                 | 93,88                 | 1/1                   | - Rodolfo Frías                           |
|                          | Unión Cívica Radical Antipersonalista | 61                    | 3,06                  |                       |                                           |
|                          | Partido Socialista                    | 61                    | 3,06                  |                       |                                           |
|                          |                                       |                       |                       |                       |                                           |
| Votos válidos            | Votos válidos                         | 1.992                 | 100                   |                       |                                           |
| Tulumba 1 Senador        |                                       |                       |                       |                       |                                           |
| Partido                  | Partido                               | Votos                 | %                     | Bancas                | Senador electo                            |
|                          | Partido Demócrata Nacional            | 1.425                 | 98,21                 | 1/1                   | - Isidro Gigena                           |
|                          | Partido Socialista                    | 18                    | 1,24                  |                       |                                           |
|                          | Unión Cívica Radical Antipersonalista | 6                     | 0,41                  |                       |                                           |
|                          | Unión Nacional Agraria                | 2                     | 0,14                  |                       |                                           |
|                          |                                       |                       |                       |                       |                                           |
| Votos válidos            | Votos válidos                         | 1.451                 | 100                   |                       |                                           |
| Unión 1 Senador          |                                       |                       |                       |                       |                                           |
| Partido                  | Partido                               | Votos                 | %                     | Bancas                | Senador electo                            |
|                          | Partido Demócrata Nacional            | 5.502                 | 66,23                 | 1/1                   | - O. Debossini                            |
|                          | Partido Socialista                    | 1.797                 | 21,63                 |                       |                                           |
|                          | Unión Nacional Agraria                | 747                   | 8,99                  |                       |                                           |
|                          | Unión Cívica Radical Antipersonalista | 261                   | 3,14                  |                       |                                           |
|                          |                                       |                       |                       |                       |                                           |
| Votos válidos            | Votos válidos                         | 8.307                 | 100                   |                       |                                           |